# San Joaquin (flygplats)
San Joaquin är en flygplats i Bolivia. Den ligger i den norra delen av landet, 700 km norr om huvudstaden Sucre. San Joaquin ligger 140 meter över havet.
Terrängen runt San Joaquin är mycket platt. Trakten runt San Joaquin är nära nog obefolkad, med mindre än två invånare per kvadratkilometer..
Trakten runt San Joaquin består huvudsakligen av våtmarker.